# 伊敦峰
伊敦峰（英語：Idun Peak），是南極洲的山峰，位於維多利亞地，處於桑德加特山和韋利峰之間，屬於阿斯加德山脈的一部分，由美國南極名稱諮詢委員命名，現時由南極條約體系管理。